# Kasuela
Kasuela (également appelée Cashew Island, Kasjoe Eiland et Casuala) est un village indigène du peuple Tiriyó dans la région Berbice oriental-Courantyne au Guyana. Le village a une population d'environ 80 personnes. Les habitants sont du sous-groupe Mahayana ou le peuple Grenouille.
Le village est situé à l'intérieur de la zone contestée du Tigri.

## Histoire
Kasuela est le plus ancien village du groupe Trio occidental et est situé sur une île au milieu de la New River. Camp Jaguar est connu au Suriname par Camp Tigri est localisé à 4 kilomètres au nord du village. Les premiers colons étaient Tiriyó de Kwamalasamutu du Suriname. En 1997, une famille de l'ethnie Wai-Wai d'Akotopono rejoignit le village.

## Vue d'ensemble
En 2011, une école ouvre au village. En 2020, le village reçoit l'accès aux soins de santé. En 2018, le village n'était pas desservi par l'accès au téléphone et à Internet. Les habitants sont autorisés à voter aux deux élections surinamaises, et guyanienne, cependant le village n'a pas participé au élection du conseil du village de 2018 parce qu'ils ont préférés choisir leurs chefs de façon traditionnel.
Kasuela a un accès possible par la rivière ou par la piste d'atterrissage du Camp Jaguar.

## Langues
Le sous-groupe Mawayana parle originallement le mawayana qui a été remplacé par le tiriyó. Les deux derniers locuteurs sont à Kwamalasamutu en 2015,. La transition vers le tiriyó était volontaire et le résultat d'un regroupement dans de plus grands villages. L'école a déclaré qu'elle enseignerait l'anglais aux enfants.